# Диаграмма паука

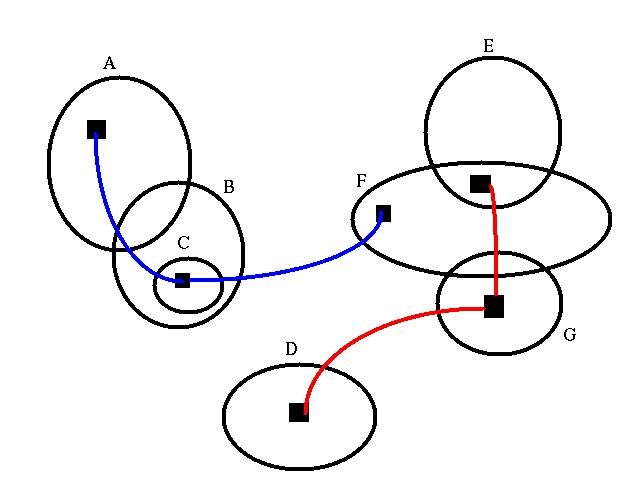
Логическая дизъюнкция, наложенная на диаграмму Эйлера

Диаграмма паука — способ визуализации логических утверждений. Диаграмма паука может рассматриваться как расширение диаграмм Эйлера или диаграмм Венна. Также диаграмма Паука используется как расширение диаграмм Пирса.
Язык диаграмм паука добавляет к представлению информации на этих диаграммах добавляет так называемые экзистенциальные точки.
Экзистенциальные точки указывают на существование атрибута, описываемого пересечением контуров на диаграмме Эйлера. Эти точки могут быть соединены, образуя фигуру, подобную пауку. Соединяемые точки вместе образуют визуальный эквивалент  условия «или», также известного как логическая дизъюнкция.
Унитарная диаграмма паука - диаграмма соответствующая одному логическому условию «или».
Пример: на приведённой иллюстрации, экзистенциальные точки расставлены таким образом, что образуют следующие логические выражения:
{\displaystyle A\land B}
{\displaystyle B\land C}
{\displaystyle F\land E}
{\displaystyle G\land F}
Два паука в примере соответствуют следующим логическим выражениям:
Красный паук: {\displaystyle (F\land E)\lor (G)\lor (D)}
Синий паук: {\displaystyle (A)\lor (C\land B)\lor (F)}
Диаграмма пауков — это логическое выражение, включающее одну или несколько унитарных диаграмм паука и логические символы. ∧ , ∨ , ¬ .
Например, она может состоять из коньюнкции двух диаграмм паука, дизъюнкции двух диаграмм пауков или отрицания диаграммы пауков.
Система, основанная на диаграммах пауков выразительно эквивалентна монадической логике первого порядка с равенством.